# آرام‌اس آتلانتیک
آرام‌اس آتلانتیک (به انگلیسی: RMS Atlantic) یک کشتی بود که طول آن ۱۲۸٫۴ متر (۴۲۱٫۳ فوت) بود. این کشتی در سال ۱۸۷۱ ساخته شد.